# Doxbin
Doxbin era un lloc web per compartir i publicar documents que convidava els usuaris a aportar informació d'identificació personal, o "dox", de qualsevol persona d'interès. Anteriorment, funcionava a la darknet com a servei ocult de Tor, per una persona coneguda a Internet com nachash. Des de la seva retirada el 2014, nachash ha renunciat i ha cedit la seva propietat a un predecessor que va utilitzar el nom d'usuari "King Oren" quan va ser entrevistat. Va dir en una entrevista que allotja Doxbin a la World Wide Web, així com als llocs web de serveis ocults de Darknet i Tor. Es va negar a publicar l'enllaç a cap d'ells, dient: "Les persones que utilitzen el servei saben com trobar-lo, això és el que el manté segur i fora de l'abast de persones incompetents que l'utilitzen per a coses malicioses".
A causa de la naturalesa il·legal de gran part de la informació que va publicar (com ara números de seguretat social, informació d'encaminament bancari i informació de targetes de crèdit, tot en text pla), va ser un dels molts llocs confiscats durant l'operació Onymous, una iniciativa policial multinacional., el novembre de 2014.

## Història
Doxbin es va establir per actuar com un lloc segur i anònim per a la publicació de dox iniciat per primera vegada per persones amb els noms d'usuari de nachash, king oren, CGOD i Phocus. "Dox" és un terme de la cultura d'Internet que es refereix a la informació d'identificació personal sobre persones, inclosos els números de la seguretat social, les adreces de carrer, els noms d'usuari, els correus electrònics i les contrasenyes, obtingudes mitjançant una varietat de mitjans legals i il·legals.
El novembre de 2012, l'identificador de Twitter de Doxbin @Doxbin es va atribuir a un atac a Symantec, coordinat amb l'operació Vendetta d'Anonymous.
Va cridar l'atenció per primera vegada el març de 2014 quan el seu aleshores propietari va segrestar un popular servei ocult de Tor, The Hidden Wiki, apuntant els seus visitants a Doxbin com a resposta al manteniment de pàgines dedicades a enllaços de pornografia infantil. El juny de 2014, es va suspendre el seu compte de Twitter, fet que va fer que el lloc comencés a llistar la informació personal dels fundadors i CEO de Twitter. L'octubre de 2014, Doxbin va allotjar informació personal sobre Katherine Forrest, una jutge federal responsable de les sentències judicials contra el propietari del mercat negre Silk Road, amb seu a Tor, filtració que va provocar amenaces de mort i assetjament.
Doxbin i diversos altres serveis ocults van ser confiscats el novembre de 2014 com a part de la iniciativa policial multinacional Operació Onymous. Poc després, un dels operadors del lloc que va evitar l'arrest va compartir els registres del lloc i la informació sobre com es va comprometre amb la llista de correu electrònic dels desenvolupadors de Tor, cosa que va suggerir que podria haver estat el resultat d'un atac de denegació de servei distribuït (DDoS) o explotat errors en el seu codi PHP. Tanmateix, el lloc encara es podria restaurar fàcilment configurant un domini nou.
Des de la batuda contra Nachash, aquest ha passat a escriure una guia de venedors del mercat fosc titulada "So, You Want To Be a Darknet Drug Lord…" (en català "Així que vols ser un senyor de les drogues a la web fosca...").